# Johnsonhogna
Johnsonhogna är ett berg i Antarktis. Det ligger i Östantarktis. Norge gör anspråk på området. Toppen på Johnsonhogna är 2 260 meter över havet.
Terrängen runt Johnsonhogna är kuperad åt sydost, men åt nordväst är den platt. Trakten är obefolkad. Det finns inga samhällen i närheten. 